# ショッピングヤスモト
ショッピングヤスモト（閉店までの数年間はリビングヤスモト）は、かつて北海道釧路市に存在していた百貨店。
釧路市北大通5丁目にあり、南側がテナントビル、北側が百貨店だった。北側の百貨店は廃業後に封鎖、南側はテナントビルとして現在も使われている。

## 沿革
- 1979年（昭和54年） - 閉店。
  - 2007年（平成19年）6月30日 - 太平洋建設工業が建物を買収。

## 主なフロア構成
建物名称は「伊藤ビル」。
| 階         | フロア概要                                     |
| ---------- | ---------------------------------------------- |
| 塔屋、屋上 | 一般客には一切開放されず                       |
| 4F         | スポーツ用品店、エステサロン                   |
| 3F         | おもちゃ屋                                     |
| 2F         | 画廊、クレジットショップ                       |
| 1F         | 青果物店、レンタルレコード店、アパレルショップ |
| 地下1F     | 喫茶店、歯科医院                               |

## 主な入居テナント
- ランドUSA
- レンタルレコード SONGS
- 三信スポーツ
- ファッションクレジット
- 伊藤くだものや - 現在も健在。
- 喫茶ジャスト
- 喫茶 諏江
- 画廊 丹青 - 現在も健在。
- 葛巻歯科診療室 - 現在も健在。

## その他
- 前身は安本金物店。百貨店化の際に、現在の建物に立て替えられた。
- 営業時間は10:00 - 18:30。
- 地階を含めた全階をエスカレーターで行き来出来たが、現在の貸しビルではエスカレーター設備周辺が封鎖され、存在の面影を感じさせない。
- 地階の喫茶店店内は吹き抜け構造で、客席が更に中2階構造だった。